# Transport en commun d'Aubenas
Le transport de l'agglomération d'Aubenas est constitué d'un réseau d'autobus qui dessert Aubenas et les six communes de son agglomération, sous la marque Tout'enbus.

## Présentation
Le réseau Tout'enbus dispose d'un parc d'autobus qui circulent sur 5 lignes de bus desservant l'agglomération d'Aubenas et qui se croisent Place de la Paix ou Gare Routière. 4 lignes essentielles circulent tous les jours, sauf dimanche et jours fériés, de 7 h à 20 h, avec une fréquence de 1 à 2 heures. Une ligne principale, avec 1 ou 2 trajets aller le matin, et 2 ou 3 trajets retour le soir (ou à midi le mercredi en période scolaire). Deux navettes circulent uniquement en été, et 10 lignes scolaires assurent la desserte des collèges et des lycées.
Depuis le 1er septembre 2015, des abonnements 10 jours / 1 mois / 1 semestre / 1 année sont disponibles pour des trajets illimités sur tout le réseau pendant la durée de l'abonnement pour des tarifs compris entre 0,48 et 0,56 € par jour. Il est également possible d'acheter un titre de transport valable pour un trajet sur une seule ligne pour la somme de 1 €.
Le réseau dispose de 150 points d'arrêts environ.
Les bureaux Tout'enbus sont situés à la mairie annexe d'Aubenas et depuis le 10 juillet 2013 les bureaux du syndicat sont situés 22 route de Montélimar.

## Histoire
Dans le cadre de la loi NOTRe, la région Auvergne-Rhône-Alpes est devenue autorité organisatrice de la mobilité à la place du Syndicat de transport urbain Tout’enbus.

## Les lignes
Le réseau est composé de 4 lignes essentielles, 1 ligne complémentaire, 2 lignes saisonnières (circulent uniquement en Juillet et en Août) ainsi que 10 lignes scolaires.

### Lignes essentielles
Ce sont 4 lignes qui circulent tous les jours sauf dimanche et jours fériés, avec une fréquence moyenne comprise entre 45 et 75 minutes.
| Ligne | Caractéristiques | Caractéristiques                   | Caractéristiques                   | Caractéristiques                   | Caractéristiques                   | Caractéristiques                           | Caractéristiques                         | Caractéristiques                   | Caractéristiques                   |
| 1     | Ligne 1 | Ligne 1                            | Ligne 1                            | Ligne 1                            | Ligne 1                            | Ligne 1                                    | Ligne 1                                  | Ligne 1                            | Ligne 1                            |
| 1     | Gare routière ⥋ École des Oliviers | Gare routière ⥋ École des Oliviers | Gare routière ⥋ École des Oliviers | Gare routière ⥋ École des Oliviers | Gare routière ⥋ École des Oliviers | Gare routière ⥋ École des Oliviers         | Gare routière ⥋ École des Oliviers       | Gare routière ⥋ École des Oliviers | Gare routière ⥋ École des Oliviers |
| ----- | --- | ---------------------------------- | ---------------------------------- | ---------------------------------- | ---------------------------------- | ------------------------------------------ | ---------------------------------------- | ---------------------------------- | ---------------------------------- |
| 1     | Ouverture / Fermeture 4 juin 2007 / — | Longueur 10 km                     | Durée 30 min                       | Nb. d’arrêts 26 à 31               | Matériel —                         | Jours de fonctionnement L, Ma, Me, J, V, S | Jour / Soir / Nuit / Fêtes O / — / N / N | Voy. / an —                        | Exploitant Ginhoux                 |
| 1     | Desserte : Aubenas et Saint-Didier-sous-Aubenas - Principaux arrêts : Boutique SNCF • Gare routière • Hôpital • Les Oliviers • Place de l'Airette • Place de la Paix • Saint Pierre - Correspondance avec les autres lignes : Gare routière (2,3,8) • Place de la Paix (2,3,7,8) |                                    |                                    |                                    |                                    |                                            |                                          |                                    |                                    |
| 1     | Autre : - Du lundi au samedi en période scolaire : la ligne fonctionne de 6 h 57 à 19 h 00 avec un bus toutes les 50 minutes en moyenne. - Du lundi au samedi pendant les vacances scolaires : la ligne fonctionne de 7 h 33 à 19 h 00. Date de dernière mise à jour : 31 août 2017. |                                    |                                    |                                    |                                    |                                            |                                          |                                    |                                    |
| 1     | Dernière actualisation : — |                                    |                                    |                                    |                                    |                                            |                                          |                                    |                                    |
| 2     | Ligne 2 | Ligne 2                            | Ligne 2                            | Ligne 2                            | Ligne 2                            | Ligne 2                                    | Ligne 2                                  | Ligne 2                            | Ligne 2                            |
| 2     | Gare routière <> Place de la Paix <> Ucel ⥋ Saint-Privat <> Saint-Didier-sous-Aubenas <> Gare routière |                                    |                                    |                                    |                                    |                                            |                                          |                                    |                                    |
| 2     | Ouverture / Fermeture 4 juin 2007 / — | Longueur 7 km                      | Durée 64 à 75 min                  | Nb. d’arrêts 25                    | Matériel —                         | Jours de fonctionnement L, Ma, Me, J, V, S | Jour / Soir / Nuit / Fêtes O / — / N / N | Voy. / an —                        | Exploitant Ginhoux                 |
| 2     | Desserte : Aubenas, Saint-Privat, Ucel et Saint-Didier-sous-Aubenas. - Principaux arrêts : Bois Vignal • Gare Routière • Mairie de Saint Didier • Piscine Intercommunale • Place de l'Airette • Place de la Paix • Pont d'Ucel • Saint Privat Centre • Terres de Millet - Correspondance avec les autres lignes : Gare routière (1,3,8) • Place de la Paix (1,3,7,8) |                                    |                                    |                                    |                                    |                                            |                                          |                                    |                                    |
| 2     | Autre : - Du lundi au samedi en période scolaire : la ligne fonctionne de 7 h 08 à 19 h 00 avec un bus toutes les 70 minutes en moyenne, avec 3 trajets de renforts scolaire à 07 h 08, 07 h 13 et 11 h 58. - Du lundi au samedi pendant les vacances scolaires : la ligne fonctionne de 7 h 59 à 19 h 00. - A AUBENAS : les arrêts Ponson/Garenche et Ponson/Moulin ne sont pas desservis à chaque trajet. Date de dernière mise à jour : 1er septembre 2017. |                                    |                                    |                                    |                                    |                                            |                                          |                                    |                                    |
| 2     | Dernière actualisation : — |                                    |                                    |                                    |                                    |                                            |                                          |                                    |                                    |
| 3     | Ligne 3 | Ligne 3                            | Ligne 3                            | Ligne 3                            | Ligne 3                            | Ligne 3                                    | Ligne 3                                  | Ligne 3                            | Ligne 3                            |
| 3     | Vals-les-Bains <> Labégude ⥋ Aubenas |                                    |                                    |                                    |                                    |                                            |                                          |                                    |                                    |
| 3     | Ouverture / Fermeture 2 juin 2008 / — | Longueur 12 km                     | Durée 45 min                       | Nb. d’arrêts 24 à 25               | Matériel —                         | Jours de fonctionnement L, Ma, Me, J, V, S | Jour / Soir / Nuit / Fêtes O / — / N / N | Voy. / an —                        | Exploitant Ginhoux                 |
| 3     | Desserte : Vals-les-Bains, Labégude et Aubenas - Principaux arrêts : VALS stade • Place Général de Gaulle • VALS hôpital • Pont de vals • LABEGUDE Place • LABEGUDE Ancienne gare • Route de Vals • Bernardy • Place de la Paix • Place de l'airette - Correspondance avec les autres lignes : Gare routière (1,2,8) • Place de la Paix (1,2,7,8) |                                    |                                    |                                    |                                    |                                            |                                          |                                    |                                    |
| 3     | Autre : - Du lundi au samedi toute l'année : la ligne fonctionne de 7 h 10 à 19 h 50 avec un bus toutes les 50 minutes en moyenne. - En période scolaire : 3 services supplémentaires, à 07 h 12, 12 h 02 et 12 h 35. - En été : l'arrêt VALS Hopital n'est plus desservi le jeudi après-midi après 15 h 20. - A AUBENAS : la ligne emprunte différents itinéraires sur la commune d'Aubenas, avec une desserte de la Place de la Paix et/ou de la Gare Routière. - A VALS : la ligne est parfois prolongée jusqu'à VALS la Treuillère. Date de dernière mise à jour : 31 août 2017. |                                    |                                    |                                    |                                    |                                            |                                          |                                    |                                    |
| 3     | Dernière actualisation : — |                                    |                                    |                                    |                                    |                                            |                                          |                                    |                                    |
| 7     | Ligne 7 | Ligne 7                            | Ligne 7                            | Ligne 7                            | Ligne 7                            | Ligne 7                                    | Ligne 7                                  | Ligne 7                            | Ligne 7                            |
| 7     | Gare Routière ⥋ Saint-Etienne-de-Fontbellon - Route de Fons |                                    |                                    |                                    |                                    |                                            |                                          |                                    |                                    |
| 7     | Ouverture / Fermeture 1 septembre 2015 / — | Longueur —                         | Durée 40 min                       | Nb. d’arrêts 16                    | Matériel —                         | Jours de fonctionnement L, Ma, Me, J, V, S | Jour / Soir / Nuit / Fêtes O / — / N / N | Voy. / an —                        | Exploitant Ginhoux                 |
| 7     | Desserte : Aubenas et Saint-Etienne-de-Fontbellon - Principaux arrêts : Gare Routière • Place de la Paix • Boutique SNCF • Saint-Etienne-de-Fontbellon - Centre |                                    |                                    |                                    |                                    |                                            |                                          |                                    |                                    |
| 7     | Autre : |                                    |                                    |                                    |                                    |                                            |                                          |                                    |                                    |
| 7     | Dernière actualisation : — |                                    |                                    |                                    |                                    |                                            |                                          |                                    |                                    |

### Ligne principale
Cette nouvelle ligne propose, en période scolaire, 1 à 2 allers le matin, et 2 à 3 retours à midi le mercredi ou le soir les lundis, mardis, jeudis et vendredis, avec une fréquence moyenne de 60 minutes. Pendant les vacances, circulent uniquement les mercredis et samedis.
| Ligne | Caractéristiques | Caractéristiques                             | Caractéristiques                             | Caractéristiques                             | Caractéristiques                             | Caractéristiques                             | Caractéristiques                             | Caractéristiques                             | Caractéristiques                             |
| 8     | Ligne 8 | Ligne 8                                      | Ligne 8                                      | Ligne 8                                      | Ligne 8                                      | Ligne 8                                      | Ligne 8                                      | Ligne 8                                      | Ligne 8                                      |
| 8     | Gare Routière ⥋ Vesseaux - Le Fesc/Le Féchet                                                                            | Gare Routière ⥋ Vesseaux - Le Fesc/Le Féchet | Gare Routière ⥋ Vesseaux - Le Fesc/Le Féchet | Gare Routière ⥋ Vesseaux - Le Fesc/Le Féchet | Gare Routière ⥋ Vesseaux - Le Fesc/Le Féchet | Gare Routière ⥋ Vesseaux - Le Fesc/Le Féchet | Gare Routière ⥋ Vesseaux - Le Fesc/Le Féchet | Gare Routière ⥋ Vesseaux - Le Fesc/Le Féchet | Gare Routière ⥋ Vesseaux - Le Fesc/Le Féchet |
| ----- | --- | -------------------------------------------- | -------------------------------------------- | -------------------------------------------- | -------------------------------------------- | -------------------------------------------- | -------------------------------------------- | -------------------------------------------- | -------------------------------------------- |
| 8     | Ouverture / Fermeture 4 septembre 2017 / —                                                                              | Longueur 8,7 km                              | Durée 13 min                                 | Nb. d’arrêts 13                              | Matériel —                                   | Jours de fonctionnement L, Ma, Me, J, V, S   | Jour / Soir / Nuit / Fêtes O / — / N / N     | Voy. / an —                                  | Exploitant Ginhoux                           |
| 8     | Desserte : Aubenas et Vesseaux - Principaux arrêts : Gare Routière • Place de la Paix • Stade Roqua • Vesseaux - Centre |                                              |                                              |                                              |                                              |                                              |                                              |                                              |                                              |
| 8     | Autre : |                                              |                                              |                                              |                                              |                                              |                                              |                                              |                                              |
| 8     | Dernière actualisation : —                                                                                              |                                              |                                              |                                              |                                              |                                              |                                              |                                              |                                              |

### Lignes complémentaires
| Ligne  | Caractéristiques | Caractéristiques                 | Caractéristiques                 | Caractéristiques                 | Caractéristiques                 | Caractéristiques                 | Caractéristiques                         | Caractéristiques                 | Caractéristiques                 |
| ♥ CdeV | Ligne 4 - Navette Cœur de Ville | Ligne 4 - Navette Cœur de Ville  | Ligne 4 - Navette Cœur de Ville  | Ligne 4 - Navette Cœur de Ville  | Ligne 4 - Navette Cœur de Ville  | Ligne 4 - Navette Cœur de Ville  | Ligne 4 - Navette Cœur de Ville          | Ligne 4 - Navette Cœur de Ville  | Ligne 4 - Navette Cœur de Ville  |
| ♥ CdeV | Gare Routière ⥋ Place de la Paix | Gare Routière ⥋ Place de la Paix | Gare Routière ⥋ Place de la Paix | Gare Routière ⥋ Place de la Paix | Gare Routière ⥋ Place de la Paix | Gare Routière ⥋ Place de la Paix | Gare Routière ⥋ Place de la Paix         | Gare Routière ⥋ Place de la Paix | Gare Routière ⥋ Place de la Paix |
| ------ | --- | -------------------------------- | -------------------------------- | -------------------------------- | -------------------------------- | -------------------------------- | ---------------------------------------- | -------------------------------- | -------------------------------- |
| ♥ CdeV | Ouverture / Fermeture 1er juillet 2017 / 26 août 2017 | Longueur —                       | Durée —                          | Nb. d’arrêts 27                  | Matériel —                       | Jours de fonctionnement S        | Jour / Soir / Nuit / Fêtes O / — / N / N | Voy. / an —                      | Exploitant Ginhoux               |
| ♥ CdeV | Desserte : Aubenas - Principaux arrêts : Place de la Paix • Beausoleil • Piscine • Boutique SNCF |                                  |                                  |                                  |                                  |                                  |                                          |                                  |                                  |
| ♥ CdeV | Autre : La ligne empreinte plusieurs itinéraires pour relier les parkings, le camping, le centre-ville et la Gare Routière... Circule uniquement le samedi matin, durant les mois de Juillet et Août.                                                                                 |                                  |                                  |                                  |                                  |                                  |                                          |                                  |                                  |
| ♥ CdeV | Dernière actualisation : — |                                  |                                  |                                  |                                  |                                  |                                          |                                  |                                  |
| ☀ été  | Navette Estivale | Navette Estivale                 | Navette Estivale                 | Navette Estivale                 | Navette Estivale                 | Navette Estivale                 | Navette Estivale                         | Navette Estivale                 | Navette Estivale                 |
| ☀ été  | Gare Routière ⥋ Vals Gallimard |                                  |                                  |                                  |                                  |                                  |                                          |                                  |                                  |
| ☀ été  | Ouverture / Fermeture 2 juillet 2017 / 27 août 2017 | Longueur —                       | Durée —                          | Nb. d’arrêts —                   | Matériel —                       | Jours de fonctionnement D        | Jour / Soir / Nuit / Fêtes O / — / N / O | Voy. / an —                      | Exploitant Ginhoux               |
| ☀ été  | Desserte : Aubenas - Saint-Privat - Ucel - Labégude - Vals-les-Bains - Principaux arrêts : Gare Routière • Place de la Paix • Vals Galimard |                                  |                                  |                                  |                                  |                                  |                                          |                                  |                                  |
| ☀ été  | Autre : Reprend l'itinéraire de la ligne 3, à l'exception du premier trajet qui effectue une partie de l'itinéraire de la ligne 2 entre la Gare Routière et la Place de la Paix (avant de continuer comme la ligne 3). Circule le dimanche et les jours fériés en Juillet et en Août. |                                  |                                  |                                  |                                  |                                  |                                          |                                  |                                  |
| ☀ été  | Dernière actualisation : — |                                  |                                  |                                  |                                  |                                  |                                          |                                  |                                  |

### Lignes scolaires
| Ligne | Parcours                                                      | Jours de fonctionnement |
| ----- | ------------------------------------------------------------- | ----------------------- |
| 5     | AUBENAS • Les Olivier / St Pierre / Roqua                     | L, Ma, Me, J, V         |
| S1    | UCEL • Ecole du bas / Ecole du haut                           | L, Ma, J, V             |
| S2    | UCEL • Chamboulas / Ecole du bas                              | L, Ma, J, V             |
| S4    | VALS • Bruen bas / Etablissements scolaires                   | L, Ma, Me, J, V         |
| S5    | VALS • Les Issoux / Les Eschandols / Etablissements scolaires | L, Ma, Me, J, V         |
| S6    | AUBENAS/UCEL/VALS • Gare Routière / VALS Collège              | L, Ma, Me, J, V         |
| S7    | UCEL/VALS • Fontanille / Les Combes / VALS Collège            | L, Ma, Me, J, V         |
| S8    | UCEL/VALS • Route de Saint-Julien / VALS Collège              | L, Ma, Me, J, V         |
| S9    | UCEL/AUBENAS • Chamboulas / Gare Routière                     | L, Ma, Me, J, V         |
| S10   | VALS • Mas de Bourlenc / Etablissements scolaires             | L, Ma, Me, J, V         |